# Qiptchaks de Géorgie
Les Qiptchaks sont un ancien peuple nomade, d'origine turque, qui occupe de larges territoires d'Asie centrale à l'Europe de l'Est. Avec les Coumans (fédération coumano-qiptchaks), ils jouent un rôle important dans l'histoire de plusieurs nations de la région, dont la Géorgie. A l'apogée de ce pouvoir caucasien du XIIe au XIIIe siècle, les monarques géorgiens recrutent des milliers de mercenaires qiptchaks/coumans et exploitent avec succès leur service contre les États musulmans voisins.

## Histoire

### Première période

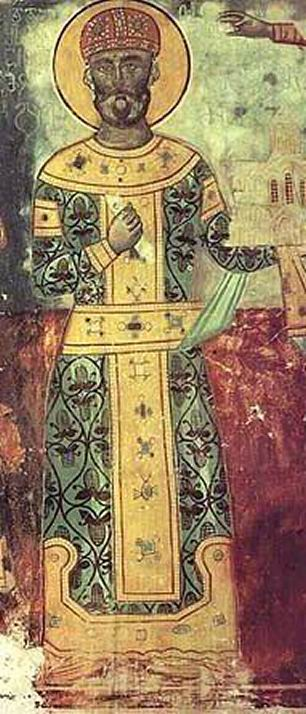
David IV de Géorgie

Les premiers contacts entre les Géorgiens et les Qiptchaks remontent au XIe siècle alors que ces derniers fondent une confédération nomade dans les steppes du sud de la Russie. Leurs relations avec la Géorgie semblent être généralement pacifiques. De plus, les hommes politiques géorgiens de ce temps voient les Coumano-Qiptchaks comme des alliés potentiels contre les conquêtes seldjoukides. D'après les Chroniques géorgiennes, les Géorgiens sont alors au courent des capacités et de la bravoure au combat des Qiptchaks.
L'architecte de l'alliance géorgiano-qiptchake est le roi géorgien David IV le Reconstructeur (r. 1089-1125), qui emploie des dizaines (ou peut-être même des centaines) de milliers de soldats qiptchaks et les établit dans son royaume en 1118. Cette mesure, une des parties centrales des réformes militaires de David durant son combat contre les envahisseurs seldjoukides, est précédée par la visite d'une délégation d'officiels haut placés géorgiens, dont le roi en personne et son principal conseiller et tuteur Georges de Tchqondidi, aux territoires qiptchaks. Pour sécuriser l'alliance avec ces nomades, David IV épouse une princesse qiptchake, Gourandoukht, fille du Khan Otrok (Atraka, fils de Charaghan, d'après les Chroniques géorgiennes) et invite son nouveau beau-père à s'établir en Géorgie. David médite une paix entre les Qiptchaks et les Alains et organise probablement plusieurs consultations avec le souverain de la Rus' de Kiev Vladimir Monomaque, qui défait Otrok en 1109, pour sécuriser un passage libre pour les nomades qiptchaks en Géorgie.
En résultat de cette diplomatie, quelque 40 000 familles qiptchakes sous la direction d'Otrok s'installent en Géorgie. D'après l'accord, chaque famille qiptchake doit fournir un soldat armé à l'armée géorgienne. Des terres leur sont données, tandis que les mercenaires deviennent une force régulière sous le contrôle direct du roi. 5 000 hommes sont engagés dans les gardes royales ; les autres sont envoyés principalement dans les régions frontalières avec la Turquie seldjoukide. Ils y mènent une vie semi-nomade, hibernant en Karthli et en Géorgie centrale et passant leurs devoirs d'été sur les bases du Caucase.
Le recueil médiéval de chroniques slaves orientales connu sous le nom de Chronique d'Ipatiev mentionne qu'après la mort de Vladimir Monomaque en 1125, le Khan Sirchan des Qiptchaks du Don, le frère d'Otrok, envoie le chanteur Or' à Otrok pour lui demander son retour. La légende raconte que lorsque Otrok entend la chanson d'Or' en ancien qiptchake et sent l'herbe des steppes, il devient nostalgique de la vie nomade et quitte finalement la Géorgie. Pourtant, certains mercenaires qiptchaks s'établissent définitivement en Géorgie, se convertissant au Christianisme orthodoxe et s'intègrent avec la population locale.

### Plus tard
Les officiers qiptchaks christianisés et géorgianisés, connus par les Géorgiens sous le nom de Naqivtchakari (soit « dé-qiptchakisé »), jouent un rôle important dans la suppression des révoltes nobiliaires de ce temps. Grâce à leurs loyaux services à la Couronne géorgienne, ils grandissent en une classe influente et prestigieuse et émergent sous le règne de Georges III (1156-1184) en tant que nouvelle aristocratie militaire opposée à la vieille et corrompue ancienne noblesse. Cela cause un grand mécontentement dans l'opposition aristocratique, forçant le successeur de Georges, la reine Tamar (1184-1213) à limoger tous les dignitaires qiptchaks, dont Qoubassar, Apridon et Qoutlou Arslan. Ce dernier est parfois surnommé le Simon V de Montfort géorgien en référence à ses luttes démocratiques.
Tamar et son successeur, Georges IV Lacha (1213-1223), continuent à employer des mercenaires qiptchaks, probablement dans les dizaines de milliers. Ceux-ci sont nommés par les Géorgiens comme Qivtchaqni Akhalni (« Nouveaux Qiptchaks »). Un certain nombre d'entre eux ne peuvent toutefois entrer dans l'armée royale et s'établissent à Gandja, Arran et dans l'Azerbaïdjan actuelle. Les Géorgiens devront par la suite vaincre ces bandes de maraudeurs en les dispersant. Même si les Qiptchaks continuent de servir dans les rangs géorgiens, plusieurs d'entre eux rejoignent les troupes du chah de Khwarezm Jalal ad-Din lors de son expédition contre la Géorgie en 1225, garantissant  sa victoire. Les Qiptchaks sont divisés lors des campagnes mongoles en Géorgie dans la fin des années 1230, mais la majorité d'entre eux intègrent les hordes mongoles.

## Héritage
D'après les spécialistes turcs modernes, les traces de la présence qiptchake en Géorgie peuvent être trouvées dans les territoires frontaliers entre la Turquie et la Géorgie, notamment dans la province de Rize. Ils lient ainsi certaines familles locales aux anciens clans coumans ayant jadis servi en Géorgie. Les Koumassars, qui se disent descendants du mentionné Qoubassar, en sont un exemple. Les Turcs meskhetes, une large communauté musulmane déportée de Géorgie sous la direction de Joseph Staline en 1944, prétendent également que les Qiptchaks géorgiens sont leurs ancêtres probables.

## Annexe